# Colymboides
Colymboides Milne-Edwards, 1867 è un genere di uccelli della famiglia Gaviidae vissuto nell'Eocene, noto allo stato fossile.

## Tassonomia
Sono note le seguenti specie:
- Colymboides anglicus †
- Colymboides minutus †